# Emblemaria hudsoni
Emblemaria hudsoni är en fiskart som beskrevs av Barton Warren Evermann och Radcliffe, 1917. Emblemaria hudsoni ingår i släktet Emblemaria och familjen Chaenopsidae. Inga underarter finns listade i Catalogue of Life.